# Sevcan Yaşar
Sevcan Yaşar (Smirne, 8 febbraio 1990) è un'attrice e modella turca, nota per aver interpretato il ruolo di Aylin Yüksel nella serie DayDreamer - Le ali del sogno (Erkenci Kuş).

## Biografia
Sevcan Yaşar è nata l'8 febbraio 1990 a Smirne (Turchia), fin da piccola ha mostrato un'inclinazione per la recitazione.

## Carriera
Sevcan Yaşar dopo essere diventata la ventitreesima vincitrice del concorso Miss Modella della Turchia, è arrivata anche prima al concorso Miss Modella del mondo tenutosi in Cina. Dopo la laurea presso il Dipartimento di Biologia dell'Università di Ege si è stabilita a Istanbul, dove ha studiato e ha iniziato a recitare. Ha continuato la sua formazione presso il Dipartimento di Teatro dell'Università di Yeditepe. Nel 2012 ha fatto la sua prima apparizione come attrice nella serie Kayip Sehir. L'anno successivo, nel 2013, ha interpretato il ruolo di Nehir nella serie Aramizda Kalsin.
Nel 2014 e nel 2015 ha recitato nella serie Böyle Bitmesin. Dal 2015 al 2019 è entrata a far parte del cast della serie Eskiya Dünyaya Hükümdar Olmaz, nel ruolo di ricoperto il ruolo di Esra. Nel 2018 ha interpretato il ruolo di Defne nel film Iki Iyi Cocuk diretto da Mehmet Demir Yilmaz. Nel 2018 e nel 2019 è stata scelta per interpretare il ruolo di Aylin Yüksel nella serie DayDreamer - Le ali del sogno (Erkenci Kuş) e dove ha recitato insieme ad attori come Can Yaman e Demet Özdemir.
Nel 2019 ha recitato nel film Dalavere diretto da Hasan Goktas. L'anno successivo, ha interpretato il ruolo di Sevda nella serie Love Is in the Air (Sen Çal Kapımı). Nel 2021 ha ricoperto il ruolo di Neyran Celik nella serie Evlilik Hakkinda Her Sey. L'anno successivo, nel 2022, è entrata a far parte del cast della serie Konteynir Brothers: Hurdalik, nel ruolo di Sevcan. Nello stesso anno ha interpretato il ruolo di Nehir Lalik nel film Soygun Oyunu: Büyük Vurgun diretto da Ali Dogancay e Basaran Simsek.

## Filmografia

### Cinema
- Iki Iyi Cocuk, regia di Mehmet Demir Yilmaz (2018)
- Dalavere, regia di Hasan Goktas (2019)
- Soygun Oyunu: Büyük Vurgun, regia di Ali Dogancay e Basaran Simsek (2022)

### Televisione
- Kayip Sehir – serie TV (2012)
- Aramizda Kalsin – serie TV (2013)
- Böyle Bitmesin – serie TV (2014-2015)
- Eskiya Dünyaya Hükümdar Olmaz – serie TV (2015-2019)
- DayDreamer - Le ali del sogno (Erkenci Kuş) – serie TV (2018-2019)
- Love Is in the Air (Sen Çal Kapımı) – serie TV (2020)
- Evlilik Hakkinda Her Sey – serie TV (2021)
- Konteynir Brothers: Hurdalik – serie TV (2022)

## Doppiatrici italiane
Nelle versioni in italiano dei suoi film e delle sue serie TV, Sevcan Yaşar è stata doppiata da:
- Angela Brusa[22] in DayDreamer - Le ali del sogno[23], Love Is in the Air

## Riconoscimenti

### Come attrice
- Turkey Youth Awards
  - 2017: Candidata come Miglior attrice televisiva non protagonista per Eskiya Dünyaya Hükümdar Olmaz

### Come modella
- Vincitrice del concorso Miss Modella della Turchia
- Vincitrice del concorso Miss Modella del mondo